# Viện trưởng Viện kiểm sát nhân dân cấp tỉnh (Việt Nam)
Viện trưởng Viện kiểm sát nhân dân tỉnh, thành phố trực thuộc trung ương là người đứng đầu Viện kiểm sát nhân dân tỉnh, thành phố trực thuộc trung ương. Viện trưởng Viện kiểm sát nhân dân tỉnh, thành phố trực thuộc trung ương do Viện trưởng Viện kiểm sát nhân dân tối cao Việt Nam bổ nhiệm, miễn nhiệm, cách chức. Nhiệm kỳ của Viện trưởng Viện kiểm sát nhân dân cấp tỉnh là 5 năm kể từ ngày được bổ nhiệm.

## Nhiệm vụ và quyền hạn
Viện trưởng Viện kiểm sát nhân dân cấp tỉnh có những nhiệm vụ, quyền hạn sau đây:
1. Chỉ đạo, điều hành, thanh tra, kiểm tra việc thực hiện nhiệm vụ, kế hoạch công tác của Viện kiểm sát nhân dân cấp tỉnh; quyết định các vấn đề về công tác của Viện kiểm sát nhân dân cấp tỉnh; chịu trách nhiệm và báo cáo công tác của Viện kiểm sát nhân dân cấp tỉnh và cấp dưới trực thuộc trước Viện trưởng Viện kiểm sát nhân dân tối cao; báo cáo công tác thực hành quyền công tố và kiểm sát xét xử của Viện kiểm sát nhân dân cấp tỉnh và cấp dưới trực thuộc trước Viện trưởng Viện kiểm sát nhân dân cấp cao;
2. Chỉ đạo, hướng dẫn, thanh tra, kiểm tra hoạt động của Viện kiểm sát nhân dân cấp huyện trực thuộc;
3. Báo cáo trước Hội đồng nhân dân tỉnh, thành phố trực thuộc trung ương về công tác của Viện kiểm sát nhân dân cấp mình và cấp dưới; trả lời chất vấn, kiến nghị, yêu cầu của đại biểu Hội đồng nhân dân cùng cấp;
4. Thực hiện nhiệm vụ, quyền hạn khác theo quy định của pháp luật

## Danh sách Viện trưởng đương nhiệm
Dưới đây là danh sách Viện trưởng Viện kiểm sát nhân dân các tỉnh và thành phố trực thuộc trung ương của Việt Nam hiện nay. Tất cả đều là Đảng viên Đảng Cộng sản Việt Nam.
| Tỉnh/Thành phố         | Họ và tên         | Năm sinh và tuổi | Nhiệm kì                   | Chức danh                                    | Chức vụ trong Đảng Cộng sản Việt Nam                                                                            |
| ---------------------- | ----------------- | ---------------- | -------------------------- | -------------------------------------------- | --- |
| Thành phố Hà Nội       | Đào Thịnh Cường   |                  | 1 tháng 10 năm 2020 - nay  | Kiểm sát viên cao cấp                        | Bí thư Ban cán sự Đảng Cộng sản Việt Nam Viện kiểm sát nhân dân thành phố Hà Nội                                |
| Thành phố Hồ Chí Minh  | Nguyễn Đức Thái   |                  | 15 tháng 3 năm 2023 - nay  | Kiểm sát viên cao cấp                        | |
| Thành phố Hải Phòng    | Vũ Mạnh Hùng      |                  | 15 tháng 10 năm 2020 - nay | Kiểm sát viên cao cấp                        | Bí thư Ban cán sự Đảng,Bí thư Đảng ủy VKS nhân dân thành phố Hải Phòng                                          |
| Thành phố Cần Thơ      | Phạm Thanh Tùng   |                  | 1 tháng 6 năm 2022 - nay   | Kiểm sát viên cao cấp                        | Thành ủy viên Thành ủy Cần Thơ, Bí thư Ban cán sự Đảng, Bí thư Đảng ủy Viện kiểm sát nhân dân thành phố Cần Thơ |
| Thành phố Đà Nẵng      | Nguyễn Văn Quang  |                  | 15 tháng 5 năm 2022 - nay  | Kiểm sát viên Viện kiểm sát nhân dân tối cao | |
| Tỉnh An Giang          | Huỳnh Đông Bắc    | 1967             | 15 tháng 3 năm 2023 - nay  | Kiểm sát viên trung cấp                      | Bí thư Ban cán sự Đảng Cộng sản Việt Nam tại Viện kiểm sát nhân dân tỉnh An Giang                               |
| Tỉnh Bà Rịa - Vũng Tàu | Mai Văn Linh      |                  | 1 tháng 9 năm 2020 - nay   | Kiểm sát viên cao cấp                        | |
| Tỉnh Bạc Liêu          | Nguyễn Minh Tuấn  |                  | 15 tháng 12 năm 2019 - nay | Kiểm sát viên cao cấp                        | |
| Tỉnh Bắc Giang         | Nguyễn Xuân Hùng  | 1965             | 15 tháng 9 năm 2021 - nay  | Kiểm sát viên cao cấp                        | Tỉnh ủy viên, Bí thư Ban Cán sự Đảng Cộng sản Việt Nam VKSND tỉnh Bắc Giang                                     |
| Tỉnh Bắc Kạn           | Bàn Văn Thạch     |                  | 15 tháng 1 năm 2011 – nay  | Kiểm sát viên cao cấp                        | |
| Tỉnh Bắc Ninh          | Chu Nguyệt Ánh    |                  | 15 tháng 4 năm 2019 -      |                                              | |
| Tỉnh Bến Tre           | Châu Văn Thơi     |                  | 2017 – nay                 | Kiểm sát viên cao cấp                        | Bí thư Ban cán sự đảng, Bí thư Đảng ủy VKSND tỉnh Bến Tre                                                       |
| Tỉnh Bình Dương        | Lê Đức Xuân       |                  | 15 tháng 1 năm 2022 - nay  | Kiểm sát viên cao cấp                        | |
| Tỉnh Bình Định         | Trần Văn Sang     | 1967             | 1 tháng 1 năm 2015 – nay   | Kiểm sát viên cao cấp                        | Ủy viên Ban Chấp hành Đảng bộ tỉnh Bình Định khóa XIX nhiệm kỳ 2015-2020                                        |
| Tỉnh Bình Phước        | Đoàn Văn Bắc      | 1966             | 15 tháng 8 năm 2017 – nay  | Kiểm sát viên cao cấp                        | |
| Tỉnh Bình Thuận        | Dương Xuân Sơn    |                  | 1 tháng 2 năm 2019 – nay   |                                              | |
| Tỉnh Cà Mau            | Đặng Dư Phương    |                  | 1 tháng 9 năm 2019 - nay   |                                              | |
| Tỉnh Cao Bằng          | Đàm Nghĩa Quân    |                  | 1 tháng 9 năm 2019 – nay   |                                              | |
| Tỉnh Đắk Lắk           | Lê Quang Tiến     |                  | 1 tháng 2 năm 2020 - nay   |                                              | Tỉnh ủy viên, Phó Viện trưởng phụ trách Viện kiểm sát nhân dân tỉnh Đắk Lắk                                     |
| Tỉnh Đắk Nông          | Tạ Đình Đề        | 1967             | 15 tháng 9 năm 2023 - nay  | Kiểm sát viên cao cấp                        | Bí thư Ban Cán sự Đảng VKSND tỉnh Đắk Nông                                                                      |
| Tỉnh Điện Biên         | Phan Văn Kỷ       |                  | 15/11/2017 - nay           | Kiểm sát viên cao cấp                        | |
| Tỉnh Đồng Nai          | Nguyễn Mạnh Thắng |                  | 15 tháng 8 năm 2022 - nay  | Kiểm sát viên cao cấp                        | Tỉnh ủy viên, Bí thư Ban cán sự Đảng Cộng sản Việt Nam Viện kiểm sát nhân dân tỉnh Đồng Nai                     |
| Tỉnh Đồng Tháp         | Nguyễn Văn Hồng   | 1968             | 1 tháng 6 năm 2018-nay     |                                              | Phó Viện trưởng Phụ trách                                                                                       |
| Tỉnh Gia Lai           | Nguyễn Đình Quang | 1963             | 3 tháng 12 năm 2015 – nay  | Kiểm sát viên cao cấp                        | Bí thư Ban Cán sự Đảng VKSND tỉnh Gia Lai                                                                       |
| Tỉnh Hà Giang          | Đặng Bình Giang   | 1966             |                            | Kiểm sát viên cao cấp                        | Bí thư Ban cán sự ĐCSVN, Bí thư Đảng ủy ĐCSVN VKSND tỉnh Hà Giang                                               |
| Tỉnh Hà Nam            | Trần Thế Minh     |                  | 1 tháng 9 năm 2022 - nay   | Kiểm sát viên cao cấp                        | |
| Tỉnh Hà Tĩnh           | Lê Thị Quỳnh Hoa  | 1968             | 1 tháng 11 năm 2018 – nay  |                                              | |
| Tỉnh Hải Dương         | Phạm Văn Quang    |                  | 15 tháng 6 năm 2015 – nay  | Kiểm sát viên cao cấp                        | |
| Tỉnh Hậu Giang         | Nguyễn Thanh Liêm |                  | 1 tháng 9 năm 2023 - nay   | Kiểm sát viên cao cấp                        | |
| Tỉnh Hòa Bình          | Ngô Bảo Ngọc      |                  | 1 tháng 6 năm 2022 - nay   | Kiểm sát viên cao cấp                        | Bí thư Ban cán sự ĐCSVN, Bí thư Đảng ủy ĐCSVN VKSND tỉnh Hòa Bình                                               |
| Tỉnh Hưng Yên          | Dương Văn Cảnh    |                  | 1 tháng 5 năm 2022 - nay   | Kiểm sát viên cao cấp                        | |
| Tỉnh Khánh Hòa         | Nguyễn Văn Minh   |                  | 1 tháng 3 năm 2017 – nay   | Kiểm sát viên cao cấp                        | |
| Tỉnh Kiên Giang        | Nguyễn Ngọc Phúc  |                  | 15 tháng 12 năm 2017 – nay | Kiểm sát viên cao cấp                        | |
| Tỉnh Kon Tum           | Phan Minh Cự      | 1964             | 1 tháng 2 năm 2017 - nay   | Kiểm sát viên cao cấp                        | Bí thư Ban cán sự Đảng CSVN VKSND tỉnh Kon Tum                                                                  |
| Tỉnh Lai Châu          | Nguyễn Hồng Quang |                  | 15 tháng 8 năm 2020 - nay  | Kiểm sát viên cao cấp                        | Bí thư Ban cán sự Đảng CSVN VKSND tỉnh Lai Châu                                                                 |
| Tỉnh Lạng Sơn          | Hồ Thị Lan Anh    |                  | 1 tháng 8 năm 2012 – nay   | Kiểm sát viên cao cấp                        | Tỉnh ủy viên Tỉnh ủy Lạng Sơn, Bí thư Ban cán sự Đảng Cộng sản Việt Nam Viện kiểm sát nhân dân tỉnh Lạng Sơn    |
| Tỉnh Lào Cai           | Dương Hùng Yên    | 1967             | 1 tháng 1 năm 2013 – nay   | Kiểm sát viên cao cấp                        | Bí thư Ban cán sự Đảng, Bí thư Đảng ủy VKSND tỉnh Lào Cai                                                       |
| Tỉnh Lâm Đồng          | Vũ Văn Diến       |                  | 1 tháng 10 năm 2013 – nay  | Kiểm sát viên cao cấp                        | Tỉnh ủy viên, Bí thư ban cán sự đảng VKSND tỉnh Lâm Đồng                                                        |
| Tỉnh Long An           | Trương Văn Nghị   |                  | 1 tháng 4 năm 2020 - nay   |                                              | |
| Tỉnh Nam Định          | Nguyễn Văn Hậu    |                  | 1 tháng 8 năm 2020         | Kiểm sát viên cao cấp                        | Tỉnh ủy viên, Bí thư Ban Cán sự Đảng, Bí thư Đảng ủy VKSND tỉnh Nam Định                                        |
| Tỉnh Nghệ An           | Tôn Thiện Phương  | 1971             | 15 tháng 8 năm 2017 - nay  | Kiểm sát viên cao cấp                        | |
| Tỉnh Ninh Bình         | Lê Ngọc Hồng      |                  |                            | Kiểm sát viên cao cấp                        | |
| Tỉnh Ninh Thuận        | Phạm Thu          |                  | 1 tháng 3 năm 2020 - nay   | Kiểm sát viên cao cấp                        | |
| Tỉnh Phú Thọ           | Nguyễn Đức Bằng   |                  | 1 tháng 3 năm 2023 - nay   |                                              | |
| Tỉnh Phú Yên           | Lê Trung Hưng     | 18 tháng 6, 1968 | 20/12/2016 - nay           | Kiểm sát viên cao cấp                        | Tỉnh ủy viên, Bí thư Ban cán sự đảng VKSND tỉnh Phú Yên                                                         |
| Tỉnh Quảng Bình        | Nguyễn Tiến Hùng  |                  | 1 tháng 10 năm 2022 - nay  | Kiểm sát viên cao cấp                        | Bí thư Ban cán sự Đảng Cộng sản Việt Nam Viện kiểm sát nhân dân tỉnh Quảng Bình                                 |
| Tỉnh Quảng Nam         | Trần Hoài Nam     |                  | 15 tháng 5 năm 2022 - nay  | Kiểm sát viên cao cấp                        | nguyên Phó Cục trưởng Cục điều tra VKSND Tối cao                                                                |
| Tỉnh Quảng Ninh        | Lương Phúc Sơn    | 1966             | 1 tháng 9 năm 2018 – nay   | Kiểm sát viên cao cấp                        | |
| Tỉnh Quảng Ngãi        | Phạm Thị Kim Liên |                  | 1 tháng 4 năm 2021 - nay   | Kiểm sát viên cao cấp                        | |
| Tỉnh Quảng Trị         | Dương Xuân Sanh   |                  | 1 tháng 1 năm 2023 - nay   |                                              | Bí thư Ban Cán sự Đảng Cộng sản Việt Nam VKSND tỉnh Quảng Trị                                                   |
| Tỉnh Sóc Trăng         | Đinh Gia Hưng     |                  | 1 tháng 5 năm 2016 – nay   | Kiểm sát viên cao cấp                        | Bí thư Ban cán sự Đảng VKSND tỉnh Sóc Trăng                                                                     |
| Tỉnh Sơn La            | Phùng Mạnh Hùng   |                  | 1 tháng 1 năm 2022 - nay   |                                              | Tỉnh ủy viên, Bí thư Ban cán sự Đảng VKSND tỉnh Sơn La                                                          |
| Tỉnh Tây Ninh          | Ngô Văn Hối       |                  | 15 tháng 8 năm 2020 - nay  | Kiểm sát viên cao cấp                        | |
| Tỉnh Thái Bình         | Lại Hợp Mạnh      |                  | 01/11/2017 - nay           | Kiểm sát viên cao cấp                        | |
| Tỉnh Thái Nguyên       | Phùng Đức Tiến    | 1970             | 1 tháng 4 năm 2019 – nay   |                                              | |
| Tỉnh Thanh Hóa         | Lê Văn Đông       |                  | 1 tháng 8 năm 2020 - nay   | Kiểm sát viên cao cấp                        | |
| Tỉnh Thừa Thiên Huế    | Hồ Thanh Hải      | 1969             | 1 tháng 8 năm 2023 – nay   | Kiểm sát viên cao cấp                        | |
| Tỉnh Tiền Giang        | Nguyễn Văn Hòa    | 1965             | 15 tháng 7 năm 2017 - nay  |                                              | nguyên Phó Viện trưởng Viện kiểm sát nhân dân cấp cao tại Đà Nẵng                                               |
| Tỉnh Trà Vinh          | Nguyễn Văn Tùng   |                  | 15 tháng 1 năm 2023 - nay  | Kiểm sát viên cao cấp                        | |
| Tỉnh Tuyên Quang       | Nguyễn Xuân Hùng  |                  | 15 tháng 1 năm 2019 - nay  |                                              | |
| Tỉnh Vĩnh Long         | Nguyễn Thanh Trúc |                  | 1 tháng 2 năm 2022 - nay   | Kiểm sát viên cao cấp                        | |
| Tỉnh Vĩnh Phúc         | Lê Tất Hiếu       |                  | 1 tháng 2 năm 2019-nay     |                                              | |
| Tỉnh Yên Bái           | Nguyễn Hoài Nam   |                  |                            | Kiểm sát viên cao cấp                        | Tỉnh ủy viên, Bí thư Ban cán sự Đảng CSVN VKSND tỉnh Yên Bái                                                    |